# 七宗罪 (電影)
是大卫·芬奇在1995年拍攝的一部新黑色心理犯罪驚悚電影，由安德鲁·凯文·沃克編劇，曾獲得奥斯卡和英国电影学院奖提名。故事講述一位即将退休的警探和他的接任者，一起調查由宗教儀式「七大罪」布局之連環謀殺案。在調查過程中，他們試圖在兇手謀殺他的七名受害者前緝拿他歸案。影片中的兩位警探分别由布拉德·皮特和摩根·弗里曼饰演。北美票房1億美元，全球累計3.27億美元，為95年票房第七高之作品。

## 劇情
成熟老練的威廉·沙摩塞警官和正義感強烈但脾氣暴躁的大衛·米爾斯警官合作辦案，威廉還差七天就要退休，而大衛和他的妻子翠茜剛搬到這座大城市。
兩人調查一系列受七宗罪啟發的謀殺案：一個肥胖的人被迫暴飲暴食直到他的胃膨脹爆開，象徵暴食；一名刑事辯護律師被迫切下自己身上的一磅肉，之後遭到殺害，象徵貪婪。沙摩塞判斷還有五起案件，而現場的線索讓他們找到嫌犯的公寓，但破門後卻在那裏發現第三名受害者，奄奄一息的受害者被綁在床上，象徵怠惰，他的身體孱弱，頭腦渾沌，無法回答問題。現場發現的照片記錄了受害者一年來的變化，顯示此案預謀許久。
翠茜和沙摩塞建立了友誼，她透露自己懷孕了，但還沒告訴米爾斯。因為她並不喜歡這座城市，認為這裡不適合養孩子，沙摩塞很同情她，因為多年前他的前女友也有類似情況，沙摩塞建議她，等確定要把孩子生下來後再告訴米爾斯。
沙摩塞認為兇嫌對七宗罪頗為執著，應當讀過相關文獻，便根據圖書館借書紀錄進行追蹤，並找到借書人約翰·杜（John Doe）的公寓。兩人在公寓內正欲逮捕凶嫌約翰·杜時遭到反抗槍擊，米爾斯立刻追緝逃跑的凶嫌，但在過程中傷了左手，更被凶嫌以槍抵住他的頭威脅，卻終究沒傷害他，之後凶嫌便很快逃逸無蹤了。於是沙摩塞和米爾斯在凶嫌的公寓裡發現了兩千本筆記本，內容揭示凶嫌有精神疾患，他們還發現另一起謀殺案的線索。兩人透過收據查到皮具店，並在某個娛樂場所發現受害者，這名男性受害者被約翰·杜強迫穿上刺刀頭的捆綁式假陰莖，以強姦方式殺死一名妓女，象徵色慾。
翌日，他們來到第五個案件的案發現場，一名女性模特兒慘遭毀容後殺害。跡證顯示凶嫌約翰·杜為受害者提供了幾個選擇，如果受害者求助，她就能存活，但毀容會公諸於世；受害者選擇自行了斷，象徵傲慢。在沙摩塞和米爾斯返回警局後，約翰·杜渾身是血地走入警局並出乎意料地自首。約翰·杜表示自己願意認罪，交換條件是沙摩塞和米爾斯必須和自己到特定地點，如果不接受此條件，警方就不可能找到餘下的屍體，而且他也會以精神狀況為由脫罪。米爾斯同意這項條件，但沙摩塞十分謹慎。
兩人驅車押送犯人前往約翰·杜指定的荒漠地帶，而上方有警方直升機監視。在驅車過程中，約翰·杜顯然對自己的行為毫無悔意，宣稱那些受害者都是罪有應得，還表示自己是被上帝選中的人。約翰·杜還對米爾斯發表含糊的威脅言論，但米爾斯只當他是個瘋子。
三人抵達目的地後幾分鐘，一輛貨車駛至該處。米爾斯以槍抵住約翰·杜的頭，而沙摩塞前去攔下司機，司機表示自己被指示要把某個快遞包裹送到這裡交給米爾斯。約翰·杜表示自己代表嫉妒，因為他嫉妒米爾斯和翠茜的生活，他也暗示包裹裡裝的是翠茜的頭顱。約翰·杜表示翠茜不斷求自己放過她和她肚子裡的孩子，並從米爾斯的反應發現米爾斯不知道妻子已經懷孕，這讓約翰·杜感到又驚又喜。憤怒的米爾斯開槍殺死約翰·杜，這讓約翰·杜的計畫圓滿完成。沙摩塞看著落魄的米爾斯被警方帶走，他暗示自己不會退休，並感嘆：「海明威說過『這世界是美好的，值得我們為之奮鬥』，我同意後半句」。

## 演員
- 布拉德·皮特 飾 大衛·米爾斯（David Mills）

米爾斯是一位從外地轉調而來的警官，對於他所看到的社會亂象，心中仍然保留一絲的正義感，希望能盡一己之力，改善人們的罪惡以及黑暗。但他衝動火爆、按耐不住性子的急躁個性卻是他的致命傷。
- 摩根·弗里曼 飾 威廉·沙摩塞（William Somerset）

任職三十餘年，擁有豐富辦案經驗，對於人性的罪惡，他卻深感無力。執法多年，他深知此地人們冷漠疏離，犯罪事件層出不窮，甚至日趨惡化，他只希望退休的那天快點到來，盡快離開這個罪惡都市。
- 格温妮丝·帕特罗 飾 翠茜·米爾斯（Tracy Mills）

米爾斯的妻子。跟米爾斯在高中時期即相戀、交往，隨著米爾斯調職到此，對於新生活從一開始的期待轉變為失望沮喪，更甚至因為懷孕而害怕將來小孩子會受到環境影響，最後因為兇手忌妒夫妻倆幸福的生活而慘遭兇手殺害。
- 凱文·史貝西 飾 約翰·杜（John Doe）

連續殺人命案的兇手。對於社會人性的醜陋不滿，以天主教教義中的「七大罪」為宗旨，進行一連串的殺人事件。不过在英语中John Doe一般是专门用来指代无名氏（尤其是男性或性别不明的无名氏，如确定为女性则一般称为Jane Doe），所以推測這個名字只是化名。

## 制作
編劇安德魯·凱文·沃克（Andrew Kevin Walker）的創作意念來自於他在紐約市時為準備成為一個編劇時的體驗。他討厭在紐約的日子，但如果沒有這段日子，就沒有七宗罪這個劇本。寫劇本時，他想像威廉·赫特（William Hurt）為沙摩塞。至於沙摩塞的命名則取自他喜愛的作者威廉·萨默塞特·毛姆（W. Somerset Maugham）。
前期制作時，艾爾·帕西諾原被安排演出沙摩塞一角，可是艾爾·帕西諾卻選擇演出《檔案風暴》（City Hall）。瑞米·柴契克一度有機會執導此作品。自制作《異形3》所遇到的挫折，大衛·芬奇一年半來沒有讀劇本。他後來同意執導是因為被劇本吸引，這是一部要串連起來的作品，傳達了殘酷人性、心理殘暴的信息，也包括很多耐人尋味的東西。
芬奇把此作塑造成此種類型影片的先河，類似威廉·弗萊德金（William Friedkin）自《大法師》後的片種。攝影師也因此在鏡頭工序上作了簡單的調整，芬奇也容許編劇沃克在現場作劇本修改。
此作中，擁擠嘈雜的城市街道，永無止境的驟雨經常充斥於整部電影中。這有助於導演無論在風格方面抑或視覺方面上，都能表達出充滿暴力、污染、骯髒，甚至沮喪的城市。導演還指示美術指導仿造一個鬱悶的世界，把居民怪異的一面映射出來，從人物道德的淪落，至各項事情都要顯得不尋常。
電影的暗黑觀調是由於在底片上進行一種化學處理——省略漂白(Bleach Bypass)，底片上的鹵化銀因此沒有被沖去，這樣能加深幽暗或陰沉的影像，從而改善整體色調。

## 荣誉
- 第68届奥斯卡金像奖最佳剪辑提名：Richard Francis-Bruce
- 第49届英国电影学院奖最佳原创剧本提名：Andrew Kevin Walker
- MTV电影大奖：最佳电影、最爱男演员Brad Pitt、最佳反派Kevin Spacey
- AFI百年百大驚悚電影提名
- AFI百年百大英雄與反派提名：反派Kevin Spacey
- AFI十大類型十大佳片提名：悬疑片